# Antifasiszta Akció

Az Antifasiszta Akció logója a piros és a fekete zászlóval

Az Antifasiszta Akció (röviden Antifa) a baloldal, a radikális baloldal és az autonóm csoportok és szervezetek spektrumát jelenti, amelyek céljukként az antifasizmust, a nacionalizmus és a rasszizmus elleni harcot tartják. Ez leginkább az antiszemitizmus és a nacionalista ideológia hangsúlyozott elutasításával történik. Ebben a nemzetiszocializmust relativizáló vagy igazoló történelmi revizionista tendenciák elleni fellépés gyakran fontos szerepet játszik.
Az Antifa mozgalmat különböző oldalakról érik kritikák elvi megközelítésük, továbbá az általuk használt fasizmus és rasszizmus fogalmakkal való fellépésük, valamint az erőszak használatával kapcsolatos tisztázatlan hozzáállásuk miatt.

## Eredete

Az Antifasiszta Akció történelmi logója az 1930-as évek elejéről

Az Antifasiszta Akció fogalma és az ötlet eredetileg Olaszországból származik, ahol Mussolini ellenségeit antifasisztáknak hívták. Németországban 1923 óta létezett az Antifasiszta Akció mint a Vörös Frontharcos Szövetség (Roten Frontkämpferbund) része. Célja a feltörekvő fasizmus elleni harc volt. Az Antifasiszta Akció tagjai a kezdetekben csak a kommunista, később az összes szocialista pártból és szervezetből jöttek létre. Az Antifasiszta Akció feladatát kevésbé látta abban, hogy forradalmi harcot vívjon, elsősorban inkább – a Weimari Köztársaság minden kritikája ellenére – a köztársaság addigi fejlődésének eredményeit akarták megvédeni a fasiszta „barbárságba való visszaesés” ellen.
A logó, a két, egymás mögött jobb felé lobogó, hajdanán piros zászló egy vázlatterv aláírása szerint két grafikus, Max Keilson és Max Gebhart munkája 1932-ből, amikor mindketten tagjai voltak a német forradalmi képzőművészek szövetségének, a BRBKD-nak. A logó a kiélesedő belpolitikai és gazdasági helyzetben készült a BRBKD radikalizálódásának idején és a „Her zu uns” (Ide hozzánk) jelszóval lett aláírva. A két piros zászló az SPD-t, a Német Szociáldemokrata Pártot és a KPD-t, a Német Kommunista Pártot jelképezte. A gyűrű a „mentőöv a fasizmus ellen” szimbóluma. A logó egészében a munkásmozgalom akcióegységét fejezte ki a fasizmus ellen. A Komintern által kiadott és a KPD által elfogadott szociálfasiszta megoldás miatt, mely túl későn lett visszavonva, az Antifa-logóban hivatkozott munkásosztály egysége nem jöhetett létre időben.
Hitler hatalomra jutása után, 1933-tól egyre inkább eltűnt az Antifasiszta Akció fogalom és már csak ritkán fordult elő a kommunista ellenállásban. Az Antifasiszta Akció ellenállásának történelmi jelentőségű eseménye a nemzetiszocialista hatalomátvétel után a mösslingi általános sztrájk.

## Újraalakulások
Az 1980-as években a Német Szövetségi Köztársaságban házfoglalókból és autonóm mozgalmakból alakultak úgynevezett Antifa-csoportok. Feladatuk az volt, hogy a saját projektjeiket és a neonáci támadások potenciális áldozatait megvédjék a szélsőjobboldali erőszaktól. Voltak próbálkozások olyan pártok vagy szervezetek tervezett tevékenységének meggátlására és megzavarására, melyek az Antifa szerint a szélsőjobboldali táborhoz tartoztak – ilyenek voltak például a Német Nemzeti Demokrata Párt (NDP) pártgyűlései és különböző nemzetiszocializmus közeli csoportok felvonulásai. Az Antifa ezen a téren például információszerzéssel és információcserével működik együtt hagyományos antifasiszta szervezetekkel, mint például a Náci Rendszer Üldözötteinek Egyesülete – Antifasiszta Nők és Férfiak Szövetsége (VVN–Bda).
Az antifasizmus nem volt az autonóm mozgalom akciós súlypontja. De a különböző antifasiszta csoportok az 1920-as évek Antifasiszta Akció-hagyományaira támaszkodtak és az antifasiszta ellenállásra a nemzetiszocializmus idején.
A 21. század első éveiben az Antifákból új mozgalom, az úgynevezett Anti-Imp (Antiimperialista) született, amely szakadással fenyegette a mozgalmat.
2005 végétől azonban ez a veszély megszűnt, a mozgalom ismét egyesült.

### Tevékenységek
A végrehajtott akciók részben adatgyűjtésre, felvilágosításra, dokumentációra és a radikális jobboldalról és a jobb-konzervatív áramlatokról való információk terjesztésére, továbbá a hálózatépítésre hagyatkoznak nemzeti és nemzetközi téren. Tevékenységükben az erőszakot alkalmazó tüntetések is fontos szerepet játszanak (például a jobbos szubkultúra speciális üzletei, ifjúsági klubjai vagy kocsmái ellen vagy ellenrendezvények a jobbos pártok vagy szervezetek felvonulásain). Az Antifa-csoportok néha szövetségben dolgoznak különböző szervezetekkel és személyekkel más politikai területről, például a szakszervezetekkel, katolikus beállítottságú csoportokkal vagy helyi polgári szövetségekkel.
További sarokpontja a mai Antifa-munkának az együttműködés speciálisan antirasszista csoportokkal és menekültkezdeményezésekkel a kialakuló társadalmi struktúrákról való felvilágosítás területén, amelyek egy társadalmi kisebbség diszkriminációjához vezetnek a modern ipari társadalomban. Az Antifa aktívan lép fel a menekültek, fogyatékosok és más, rasszizmustól vagy előítéletektől érintett peremcsoportok jogainak érvényesítése érdekében. Például Antifa-csoportok működnek közre az „Egy ember sem illegális” kampányban, amelynek keretében egyes esetekben segítséget nyújtanak kitoloncolással fenyegetett menekültek rejtegetésében.
Különösen autonóm Antifa-csoportok helyeslik, eszkalációs fázisoktól függően, a militánsan erőszakos akcióformát a neonácik ellen. Ezzel nem zárják ki adott esetben az akár illegális, de értelmezésük szerint legitim eszközöket a szerintük „fasiszta és fasisztoid” tendenciák elleni harcban. Különösen a blokádokra mozgósítanak tüntetések, ülésezések és pártkonferenciák, nézőpontjuk szerint szélsőjobboldali, nacionalista, rasszista és antiszemita pártok és szervezetek ellen, ezek célja e rendezvények akadályozása vagy legalább megzavarása. Egyebek közt különböző neokonzervatív körök rendezvényeinek megzavarására is sor kerülhet, melyek szemére vetik a konzervativizmus és a szélsőjobboldal közötti „kapufunkció” szerepét. Időnként utcai csatákra is sor kerül az autonóm Antifa és a rendőrség vagy a különböző csoportok és szervezetek tagjai között. Némelykor az Antifa tagjai szabotázsakciókat is végrehajtanak a legyőzendő szubkultúra ellen.
Egy új terület az Antifa színterén az Adat Antifa vagy „virtuális Antifa”. Ezek a csoportok az általuk szélsőjobboldalinak tartott weboldalakat, online shopokat és fórumokat támadják, ezek néha a teljes üzemen kívül helyezésig is vezethetnek, vagy a jobbos szubkultúra részben bizalmas adatai után kutatnak, amelyeket gyakran közzé is tesznek. Így hackelte meg az Adat Antifa 2008 augusztusában a „Blood and Honour” (Vér és Becsület) hálózatot és minden vele kapcsolatos adatot nyilvánosságra hozott.

### Politikai tartalom

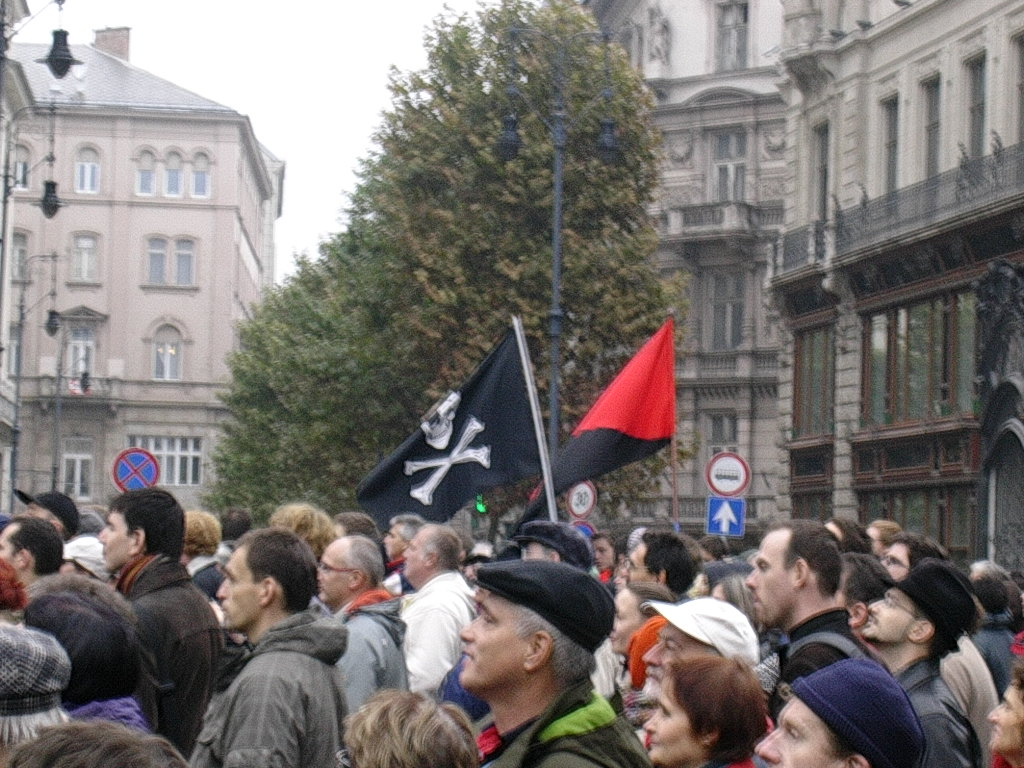
Anarchista zászló a „Nem tetszik a rendszer” kormányellenes tüntetésen (2011.10.23.)

Létezik ugyan egy bizonyos hálózat a csoportok között, mégis egy homogén területről beszélhetünk. A fasizmus, a rasszizmus és a nacionalizmus elutasítása valójában gyakran a legkisebb közös nevező, amelyben a különböző csoportok, néha még ezeken belül is a tagok megegyeznek.
A leggyakoribb a meglévő állami, politikai társadalomszervezet kritikája vagy elutasítása, amely a fasizmust egyáltalán lehetővé tette. Ebben gyakran a „Triple Oppression” (háromszoros elnyomás: szexuális, etnikai és osztály alapú) mint ennek az elvnek alapja van feltüntetve. A meglévő csoportok világképétől függően a szándékok és célok részben erősen kibővülnek. Mindenekelőtt az Antifa értelmezésében a kapitalizmus mint a fasizmus okozója éppúgy, mint a szexizmus és rasszizmus, és az elnyomás további formáinak okozója az antifasiszta csoportok látómezejébe került.

## A mai Antifa kritikája
Gyakori és széles körű kritika az állam erőszak-monopóliumának megtagadása az Antifa egyes részei között. Az erőszak használata az Antifa részéről széles körben és részletesen tárgyalt téma. A középpontban olyan kérdések állnak, mint az általános erőszakfelhagyás, a civil engedetlenség ülőblokád-akcióiban való részvétel, eszközhasználat és a nagyon vitatott testi erőszak használata személyek ellen.
A hivatalos szervek sok Antifa-csoportot az erőszakra kész szélsőbaloldalhoz sorolnak és megfigyelés alatt állnak. A laza szervezetstruktúrán keresztül az eljárások változatosak és különbözők.

## Nemzetközi kép
Léteznek csoportok – akik magukat Antifasiszta Akció névvel jelölik (leggyakrabban az AFA rövidítéssel) és ugyanazt a logót használják – egyebek között Németországban, Írországban, Hollandiában, Dániában, Svédországban, Csehországban, Szlovákiában, Szerbiában, Olaszországban és Spanyolországban is. Egyrészt jelentős különbségek vannak a szervezeti szint és forma, valamint a politikai irányzat alapján. A közép- és kelet-európai országok csoportjai leginkább kimondottan az anarchista elv alapján határozzák meg magukat, tevékenységük egyben államellenesként és antibolsevistaként értékelhető. Mindeközben a spanyol és az olasz csoportok a kommunista hagyományokat követik.

## Külső hivatkozások
- Harmat Árpád Péter: A magyar antifasiszta mozgalom. Történelem Klub, 2012. május 25.
- Magyar Ellenállók és Antifasiszták Szövetsége
- Magyar Antifa Akciocsoport (Facebook)
- a Magyar Ellenállók és Antifasiszták Szövetsége iratai, Politikatörténeti és Szakszervezeti Levéltár, PIL 299. f.